# Bitwa morska MV Ondina i HMIS Bengal z Aikoku Maru i Hokoku Maru
Bitwa morska MV „Ondina” i HMIS „Bengal” z „Aikoku Maru” i „Hōkoku Maru” – starcie pomiędzy holenderskim zbiornikowcem MV „Ondina” i eskortującą go indyjską korwetą HMIS „Bengal”, a dwoma japońskimi krążownikami pomocniczymi (rajderami) „Aikoku Maru” (愛国丸) i „Hōkoku Maru” (報国丸), które odbyło się 11 listopada 1942 na pozycji 19°45′S 92°04′E/-19,750000 92,066667 na Oceanie Indyjskim.
Pomimo znacznej przewagi ognia japońskich rajderów (łącznie 16 armat 140 mm przeciwko jednej armacie 102 mm i jednej 76,2 mm), dzięki bohaterskiej postawie marynarzy „Ondiny” i „Bengala” bitwa zakończyła się zwycięstwem jednostek alianckich, które szczęśliwym strzałem zatopiły „Hokoku Maru”.  Zarówno „Ondina” jak i „Bengal” zostały uszkodzone w czasie bitwy, ale obydwie jednostki powróciły do portu o własnych siłach.
Już po wojnie „Ondina” został uhonorowany rzadko przyznawanym królewskim holenderskim wyróżnieniem Koninklijke Vermelding bij Dagorder, wysokie odznaczenia otrzymali także członkowie załóg „Ondiny” i „Bengala”.  Z powodu jej niezwykłego przebiegu i wyniku, starcie nazywane jest „jedną z najbardziej nadzwyczajnych potyczek wojny” czy też „jednym z najbardziej znamienitych epizodów w historii marynarki”.

## Tło historyczne
W 1942 działania rajderskie na obszarze Oceanu Indyjskiego prowadziły zarówno okręty niemieckie jak i japońskie, które wykorzystywały słabą obecność sił alianckich w tym rejonie.  Znacznymi sukcesami mogły się pochwalić niemieckie rajdery: HSK „Thor”, który od stycznia do września 1942 zatopił bądź zdobył 10 statków o łącznym tonażu ponad 55 tysięcy ton, w tym dwa tankowce „Herborg” i „Madrono”, które po obsadzeniu ich niemiecką załogą popłynęły jako pryzy do Japonii oraz HSK „Michel”, który w czasie swojego pierwszego rejsu zatopił 15 statków (łączny tonaż 99 tysięcy ton), z czego cztery na Oceanie Indyjskim.
Działania rajderskie prowadziła także Japońska Cesarska Marynarka Wojenna, choć nie tak skutecznie ani agresywnie, jak niemiecka Kriegsmarine, co wiązało się zarówno z mniejszym doświadczeniem Japończyków w prowadzeniu tego typu operacji jak i znacznie mniejszymi siłami przeznaczonymi do ich prowadzenia.  Dodatkowo japońskie rajdery służyły także jako okręty zaopatrzeniowe dla okrętów podwodnych, co wprowadzało pewne ograniczenia w ich swobodzie działania.  Japońskie krążowniki pomocnicze były zorganizowane w ramach 24 Dywizjonu Krążowników Specjalnych pod dowództwem kontradmirała Moriyoshi Takedy.

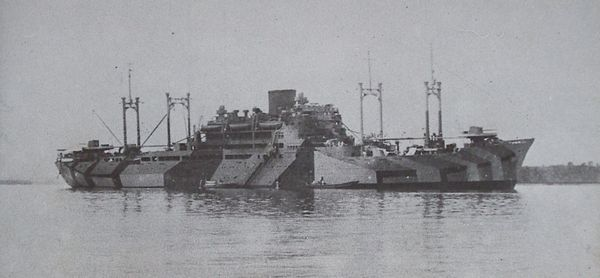
„Hokoku Maru” w 1942

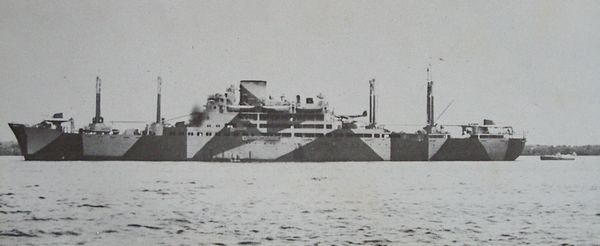
„Aikoku Maru” w 1942

W czasie trzech rejsów działając wspólnie od 15 listopada 1941 do 13 lipca 1942 „Aikoku Maru” i „Hōkoku Maru” (obydwa okręty po modyfikacji na początku 1942 posiadały po osiem armat 140 mm, dwie armaty 76 mm, dwie wyrzutnie torped 533 mm i dwa wodnosamoloty Aichi E13A) zatopiły jedynie pięć statków o łącznej pojemności nieco ponad 31 tysięcy ton.
6 listopada 1942 (5 listopada według innego źródła) obydwa okręty wypłynęły z Singapuru na ich czwarty rejs pod dowództwem kapitana Imazato Hiroshiego, który także był kapitanem „Hōkoku Maru”, „Aikoku Maru” dowodził Tamotsu Oishi.
Dzień wcześniej, 5 listopada, z Fremantle w Australii wyruszyły w podróż do Diego Garcia dwie jednostki alianckie – wodowana kilka miesięcy wcześniej korweta typu Bathurst o nazwie HMIS „Bengal” należąca do Royal Indian Navy (wyporność standardowa 650 t, pojedyncza armata 12-funtowa (76,2 mm), trzy działka Oerlikon 20 mm) oraz holenderski zbiornikowiec MV „Ondina” (6500 ton, pojedyncza armata 102 mm). MV „Ondina” miała 35-osobową chińską załogę i 12 holenderskich oficerów, a jej działo było obsługiwane przez bardzo mieszaną załogę, której dowódcą był australijski starszy marynarz (able seaman) Bertram Hammond, trzech artylerzystów brytyjskiej Royal Artillery, czterech marynarzy brytyjskiej Royal Navy i jeden holenderski marynarz.
Po dotarciu do Diego Garcii jednostki miały udać się osobno do swoich portów przeznaczenia: „Ondina” do Abadanu, a „Bengal” do Kolombo.  „Ondina” nie przewoził ropy w głównych zbiornikach, na jego pokładzie znajdowało się jedynie 240 ton zboża w zbiornikach 1 i 2 oraz 150 ton ropy dla „Bengala”, który bez uzupełnienia paliwa nie byłby zdolny pokonać 3000-milowej podróży do Diego Garcia.

## Bitwa
11 listopada 1942 „Bengal” i „Ondina” znajdowały się na przybliżonej pozycji 19°45′S 92°40′E/-19,750000 92,666667, płynąc kursem 320° z prędkością 10 węzłów; „Bengal” zajmował pozycję około 400 jardów przed „Ondinem”. Była dobra widoczność a morze spokojne.  Około 11.45 z pokładu „Bengala” zauważono duży statek znajdujący się prawie dokładnie na jego kursie w odległości około 8 mil i płynący kursem 110°, po czym zarządzono alarm bojowy.
O 11.50 „Bengal” zmniejszył szybkość i zmienił kurs na 20°, a na „Ondina” przesłano sygnał, aby zajął pozycję po prawej burcie „Bengala”.  Około czterech minut później zauważony drugi statek oddalony o około 10 mil na kursie 310°, płynący kursem 125°. Obie jednostki zostały zidentyfikowane jako japońskie. Minutę później, o 11.55 dowódca „Bengala” zasygnalizował kapitanowi „Ondina”, aby ten działał samodzielnie, sugerując, aby oddalił się z maksymalną prędkością z pola bitwy i podając mu także koordynaty miejsca spotkania dzień później.  Od tego momentu alianckie jednostki rozeszły się i przez resztę potyczki walczyły osobno.

### Bój „Bengala”
„Bengal” zmienił kurs prosto na pierwszy dostrzeżony okręt (260°) i ruszył ku niemu z maksymalną prędkością.  Kapitan „Bengala” miał nadzieję na odciągnięcie uwagi japońskich okrętów od „Ondina” na wystarczająco długo, aby zbiornikowiec zdołał uciec. Biorąc pod uwagę znaczną dysproporcję siły ognia na korzyść okrętów japońskich, „Bengal” nie miał dużych szans przetrwania tego starcia. „Bengal” miał nie tylko znacznie słabsze uzbrojenie, ale także niewystarczający zapas amunicji, gdyż na jego pokładzie znajdowało się zaledwie 40 pocisków do armaty 12-funtowej.
Japońskie rajdery i „Bengal” zbliżały się do siebie z łączną prędkością ponad 30 węzłów; bliższy japoński rajder („Hokoku Maru”) zdecydował się na otwarcie ognia, dopiero gdy odległość pomiędzy okrętami spadła do około 3500 jardów, choć zasięg jego 140 mm dział, był znacznie większy od zasięgu 12-funtowej armaty „Bengala”.  Japońskie działa 140 mm miały donośność prawie 20 kilometrów i strzelały pociskami o wadze 38 kg, 12-funtowe (76,2 mm) działo „Bengala” miało maksymalną donośność 7300 metrów i pociski o wadze 5,5 kg, a 102 mm armata „Ondina” strzelała pociskami o wadze 16 kg na odległość ok. 8900 m.

Pocisk uderzył pierwszego rajdera w część rufową i musiał trafić w skład amunicyjny bądź podręczny magazyn amunicji, bo zauważono potężną eksplozję z płomieniem, który wystrzelił wysoko w górę.  Wszyscy na pokładzie zaczęli wiwatować, ale załoga działa wiedziała, co do niej należy i kontynuowała strzelanie.

W chwilę po otwarciu ognia przez „Hokoku Maru”, około 12.12, „Bengal” był już na pozycji aby odpowiedzieć ogniem. We Fremantle odebrano wysłany przez „Bengala” sygnał „jesteśmy pod ogniem, pozycja 19 stopni 38 minut S 93 stopni 5 minut E”.  Pierwsze salwy „Hokoku Maru” były niecelne, a około 12.15 szósty pocisk wystrzelony z „Bengala” trafił w rufę „Hokoku Maru”, gdzie spowodował znaczną eksplozję. Z pokładu „Bengala” oceniono, że trafił on zapewne w podręczny magazyn amunicji na pokładzie japońskiego okrętu (według artylerzystów „Ondina” to oni trafili w japoński okręt). W rzeczywistości pocisk trafił w wyrzutnie torpedową i spowodował eksplozję przynajmniej jednej torpedy.  O 12.20 „Bengal” został trafiony po raz pierwszy w dziobowy magazyn, który został zalany wodą.
20 minut później okręt zmienił kurs na 200° i wyrzucił pławy dymne, które jednak nie funkcjonowały. Minutę później „Bengal” został trafiony ponownie, tym razem w rufę.  O 12.45 na pokładzie „Bengala” było już tylko pięć pocisków do jego armaty 12-funtowej. W tym czasie „Ondina” znajdował się około siedmiu mil od japońskich rajderów i oddalał się od nich, więc dowódca „Bengala” zdecydował się na zakończenie potyczki i próbę ucieczki, mając nadzieję, że zapewnił dość czasu dla „Ondina” wiążąc japońskie okręty.
Okręt rozpoczął stawiać zasłonę dymną i w ciągu następnych kilku minut stopniowo zmieniał kurs na 190°, aby ostatecznie o 13.46 przyjąć kurs 305°.  Wcześniej, około 13.12, zauważono dużą eksplozję na „Hokoku Maru”, który w rzeczywistości zatonął.  W trakcie bitwy w kierunku „Bengala” wystrzelono około 200 pocisków, z których okręt otrzymał tylko trzy bezpośrednie trafienia, ale był dodatkowo uszkodzony odłamkami przez wiele pocisków, które wybuchły tuż przy nim.

### Bój „Ondina”
Około 11.50 na pokładzie „Ondina” odebrano sygnał nakazujący zmianę kursu na 20°, a w pięć minut później następny, sugerujący, aby oddalił się on z pola bitwy z maksymalną prędkością. Kilka minut wcześniej z mostku „Ondina” także zauważono dwa statki, które zostały zidentyfikowane jako jednostki japońskie. Kapitan „Ondina” Willem Horsman zdawał sobie sprawę ze znacznej przewagi prędkości japońskich rajderów, która wynosiła przynajmniej 10 węzłów, ale nie był pewny, czy powinien uciekać, czy dołączyć do walki. Horsman miał nadzieję, że w przypadku biernej postawy jego statku Japończycy oszczędzą jego załogę po prawie pewnym zatopieniu, ale inni oficerowie jak i obsługa działa uważali, że „Ondina” powinna przyłączyć się do boju.
„Ondina” płynął kursem północnym, kiedy Horsman wydał rozkaz otwarcia ognia.  Dwa pierwsze strzały chybiły, a trzeci (według raportu artylerzystów „Ondina”) trafił w nadbudówki na „Hōkoku Maru”.  Według artylerzystów „Ondina” ich piąty strzał trafił w rufę rajdera, co spowodowało znaczną eksplozję (artylerzyści „Bengala” uważają, że celny strzał należał do ich statku).  Trafiony „Hōkoku Maru” zastopował i otworzył ogień do „Ondina”, wkrótce osiągając trafienia.  Do tego momentu, według dowodzącego działem Hammonda, armata „Ondina” trafiła w „Hōkoku Maru” przynajmniej 12 razy. W tym czasie „Bengal” nadal skupiał na sobie większość uwagi japońskich rajderów, odciągając ich od holenderskiego tankowca. Z pokładu „Ondina” obserwowano uciekający na południe okręt, który wydawał się poważnie uszkodzony i trawiony pożarem, choć w rzeczywistości stawiał on tylko zasłonę dymną starając się ukryć przed okrętami japońskimi.
Kiedy tuż po godzinie 13.00 „Hōkoku Maru” eksplodował i zatonął, a „Bengal” uszedł z pola walki, drugi japoński rajder „Aikoku Maru” skoncentrował całą swoją uwagę na uszkodzonym i płonącym tankowcu, zbliżając się do niego z pełną prędkością i celnie do niego strzelając.  Tuż po 13.00 artylerzyści „Ondina” wystrzelili ostatni pocisk i kapitan Horsman zdając sobie sprawę z bezsensowności dalszej walki rozkazał zastopowanie maszyn, wywieszenie białych flag i opuszczenie statku przez załogę. Do tego momentu, pomimo że sam statek był już poważnie uszkodzony, nie zginął jeszcze żaden z jego marynarzy.  Pomimo że „Ondina” zastopował i wywiesił białe flagi, japoński rajder kontynuował strzelać w jego kierunku i jeden z pocisków trafił w mostek tankowca, zabijając jego kapitana.  Załoga „Ondina” opuściła jego pokład wyrzucając wcześniej za burtę wszystkie książki kodowe.
Do płonącego i bezbronnego tankowca na odległość około 400 metrów zbliżył się „Aikoku Maru”, który wystrzelił dwie celne torpedy, a następnie płynąc obok opuszczonych z tankowca szalup „Aikoku Maru”, otworzył ogień z karabinów maszynowych, zabijając czterech marynarzy. Po ostrzelaniu szalup, „Aikoku Maru” udał się w kierunku zatopionego „Hōkoku Maru”, aby ratować jego załogę. Po uratowaniu 278 marynarzy z liczącej 354 załogi zatopionego okrętu, „Aikoku Maru” ponownie podpłynął do ciągle leżącego nieruchomo w wodzie „Ondina” i wystrzelił w jego kierunku trzecią torpedę, ale tym razem chybił. Następnie oddalił się z pełną szybkością z pola bitwy, pozostawiając w wodzie trzy szalupy z załogą „Ondina”.

## Po bitwie

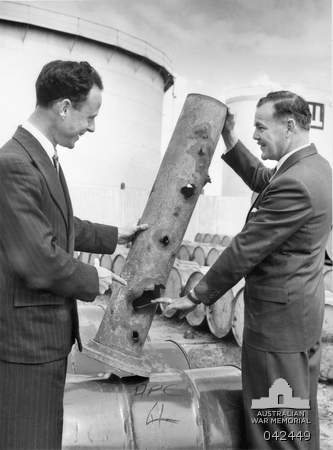
Wielokrotnie przestrzelona część masztu „Ondina”.

W czasie bitwy i w ciągu następnych kilku godzin radiostacja we Fremantle wielokrotnie usiłowała nawiązać kontakt z obydwoma jednostkami alianckimi. Około godziny 15.58 czasu lokalnego z Fremantle do „Bengala” wysłano wiadomość „w jakim stanie znajduje się okręt i eskortowany statek”. Trzy godziny później otrzymano odpowiedź przekazaną przez radiostację w Kolombo: „przebicia na linii wodnej w dziobowej i rufowej części, podążamy z prędkością 9 węzłów, tankowiec najprawdopodobniej zatonął, jeden rajder zatopiony, drugi nieuszkodzony”. Tuż przed 20.00 Fremantle opuścił krążownik pomocniczy HMAS „Kanimbla”, udając się w kierunku koordynat pola boju.
Po odpłynięciu japońskiego rajdera, załoga „Ondina” zdecydowała się powrócić na pokład statku w celu zbadania w jakim jest stanie i pobrania dodatkowych zapasów wody i żywności do szalup.  Pomimo uszkodzeń i pożarów, statek nadal utrzymywał się na wodzie; zalane były dziobowe zbiorniki 1, 2 i 3, przez co miał poważny 20-stopniowy przechył na sterburtę, ale poza tym inne części kadłuba nie były zalane i statek nie był w niebezpieczeństwie zatonięcia.  Załoga postanowiła ponownie uruchomić maszyny „Ondina”, zalano zbiorniki położone na bakburcie, aby wyrównać przechył statku i powoli ruszono z powrotem w kierunku Fremantle.
13 listopada załodze udało się naprawić radiostację oraz anteny i nadano sygnał odebrany w Perth i Kolombo. Radiotelegrafista z „Ondina” nie był w stanie podać przybliżonej pozycji ani zakodować sygnału jako że wszystkie książki kodowe i papiery okrętu zostały wcześniej wyrzucone za burtę. Z Perth nadano kilka sygnałów proszących o podanie więcej szczegółów, ale obie strony obawiały się podstępu i nie doszło do nawiązania komunikacji pomiędzy uszkodzonym tankowcem i żadną z alianckich radiostacji.
17 listopada uszkodzony „Bengal” dotarł do Diego Garcia, skąd następnie popłynął do Kolombo. W Kolombo, a później w Bombaju bohaterską załogę małego okrętu przywitała orkiestra, a w Bombaju na ich cześć zorganizowano paradę uliczną.

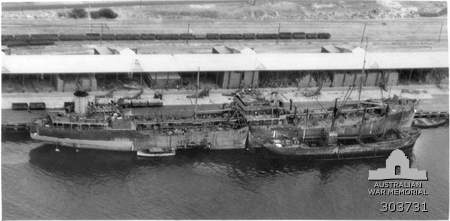
Uszkodzony „Ondina” w 1943, 1 września tego roku paliwo z „Ondina” pobrał MV „Krait” biorący udział w operacji Jaywick.

We wtorek 17 listopada uszkodzony tankowiec został zauważony przez będącą na patrolu łódź latającą typu Catalina i „Ondina” przybył do Fremantle o 10 rano następnego dnia.
W późniejszym czasie przedmiotem krytyki, zarówno oficjalnej jak i nieoficjalnej, stały się decyzję kapitanów obydwóch jednostek alianckich. Strona holenderska kwestionowała decyzję dowódcy „Bengala”, który ich zdaniem porzucił „Ondina”, a Admiralicja krytykowała decyzję dowódcy „Ondina”, który zamiast uciekać, jak sugerował kapitan „Bengala”, przyłączył się do walki. Ostatecznie obydwaj dowódcy zostali oczyszczeni z zarzutów i obydwu przyznano wysokie odznaczenia. Kapitanowi japońskiego rajdera „Aikoku Maru” Tamotsu Oishi nigdy nie postawiono zarzutów popełnienia zbrodni wojennej, pomimo że wydał rozkaz otwarcia ognia z karabinów maszynowych do bezbronnych marynarzy w szalupach.
Sama bitwa była szeroko opisywana w ówczesnej prasie i została wykorzystana do celów propagandowych, bohaterskie załogi okrętów chwalił między innymi premier Australii John Curtin.  Współcześnie bitwa jest opisywana jako wybitne i unikatowe zwycięstwo nad znacznie silniejszym przeciwnikiem: „jedna z najbardziej nadzwyczajnych potyczek wojny”, „jeden z najbardziej znamienitych epizodów w historii marynarki handlowej”, „nieczęsto tak jednostronne starcie zakończyło się w tak dobry sposób dla słabszej strony”.

### Lista ofiar
Po stronie japońskiej zginęło 76 marynarzy z „Hōkoku Maru”, w tym kapitan okrętu Imazato Hiroshi, który został pośmiertnie awansowany do stopnia kontradmirała.
Po stronie alianckiej zginęło tylko pięciu marynarzy: dowódca „Ondina” Willem Horsman, który został zabity w czasie wymiany ognia z japońskim rajderem, oraz I oficer J.J.F. Niekerk i trzech chińskich mechaników (Soo Fuiy, Fung Kam, Ho Chung), którzy zostali rozstrzelani w wodzie przez japońskie karabiny maszynowe.

### Odznaczenia
Zdecydowana postawa, poświęcenie służbie i waleczność w obliczu znacznie silniejszego nieprzyjaciela pozwoliły na zwycięstwo.

MV „Ondina” został uhonorowany holenderskim królewskim wyróżnieniem Koninklijke Vermelding bij Dagorder, kapitan Willem Horsman otrzymał pośmiertnie Order Wojskowy Wilhelma IV klasy i został uhonorowany przez Mentioned in Despatches. Dowodzący armatą „Ondina” Bertram Hammond otrzymał brytyjski Distinguished Service Medal i holenderski Bronzen Kruis.  Pięciu innych członków obsługi armaty „Ondina” także zostało odznaczonych Bronzen Kruis – trzech marynarzy Royal Navy Raymond Henry Bayliss, Henry Charles Boyce i Henry Alfred Brooklyn oraz dwóch artylerzystów Royal Arillery William Nicol i Frank Ryan.  Siedmiu żołnierzy obsługi armaty zostało wyróżnionych brytyjskim mentioned in despatches – artylerzyści Royal Artillery: Frank Ryan, William Nicol i William Davidson Kidd oraz marynarze Royal Navy: William Richard Lucas, Raymond Henry Bayliss, Henry Alfred Brooklyn i Henry Charles Boyce.

Królewska Indyjska Marynarka może być dumna z jej małego „bengalskiego tygryska”, choć był chwycony za ogon i nieco poraniony, to jego rany wkrótce się wyleczą i tygrys znowu będzie ryczał.

Dowódca „Bengala” William Wilson został odznaczony Distinguished Service Order za „niezwykłą odwagę gdy dowodząc HMIS «Bengalem» zaatakował na Oceanie Indyjskim dwa ciężko uzbrojone japońskie rajdery i w znakomitej potyczce zniszczył jeden z nich i zmusił drugi do ucieczki”, główny mechanik komandor podporucznik John Coverdale-Smith i kapitan marynarki Jai Shankar Mehra zostali wyróżnieniu w mentioned in despatches, Indian Order of Merit (II klasy) otrzymali Mohamed Ibrahim (dowódca działa) i Ragunath Sohae, Indian Distinguished Service Medal otrzymali M. Dinshawj (telegrafista), Parekr Krishnan Nair, Ismail Baba, Mohamed Khan, Ismail Mohamed, Balachandra.

### Upamiętnienie
W 2006, w 60 rocznicę zakończenia II wojny światowej Brytyjskie Terytorium Oceanu Indyjskiego wydało 10-znaczkową serię „The Route to Victory”, z których jeden upamiętnia zwycięski bój „Bengala” i „Ondina” z japońskimi rajderami.
„Ondina” był pierwszym tankowcem firmy Royal Dutch Shell noszącym tę nazwę, w późniejszym czasie zbudowano jeszcze dla Shella dwa inne statki noszące to imię, pierwszy z nich używany był w latach 1961-1986, drugi był wodowany w 2002 i służył do 2012.

## Literatura przedmiotu
- C. J. Argyle: Japan at War, 1937-45. Londyn: A. Barker, 1976. ISBN 0-213-16586-4. Brak numerów stron w książce